# Dolors Almeda i Roig
Dolors Almeda i Roig (Cornellà de Llobregat, ? - 1938) va ser una propietària de Cornellà de Llobregat que va deixar en herència els terrenys per a la ciutat, el que va ser clau en els inicis del barri d'Almeda de Cornellà de Llobregat.
A la mort del seu germà Joaquim Almeda i Roig el 1915, va passar a ser propietària de 21 de les 38 parcel·les que hi havia al barri. Els altres dos propietaris eren Josep Feliu i Cels Busquets. Dolors Almeda va morir el 1938, deixant en herència els terrenys dels quals era propietària indicant que s'hi fessin habitatges per als obrers, una estació de tren i una escola. Els seus nebots van fer-ho, construint 140 habitatges per a la classe obrera que es van enllestir la dècada del 1960, l'estació de Ferrocarrils Catalans de la Generalitat que es va posar en marxa el 1948 i una escola, el CEIP Dolors Almeda, que es va fer realitat el 1959.
Dona nom a un passatge, un carrer i una escola de Cornellà de Llobregat. El carrer més antic del barri va passar d'anomenar-se camí de Les Marines a carrer Dolors Almeda.